# Jonathan Evison
Jonathan Evison (San Jose, 27 settembre 1968) è uno scrittore statunitense.

## Biografia
Nato nel 1968 a San Jose, vive e lavora a Bainbridge Island con la moglie e 3 figli.
Dopo aver svolto numerosi mestieri quali giardiniere, badante e addetto ai ricambi per auto, nel 2008 ha esordito nella narrativa con il romanzo All About Lulu al quale hanno fatto seguito (al 2021) altre 5 opere.
Insignito di un Premio Alex nel 2019 con Il giardiniere, dal suo romanzo The Revised Fundamentals of Caregiving è stato tratto il film Altruisti si diventa.

## Opere

### Romanzi
- All About Lulu (2008)
- West of Here (2011)
- The Revised Fundamentals of Caregiving (2012)
- This Is Your Life, Harriet Chance! (2015)
- Il giardiniere (Lawn Boy, 2018), Milano, SEM, 2020 traduzione di Marta Salaroli ISBN 978-88-93902-28-1.
- Legends of the North Cascades (2021)

## Adattamenti cinematografici
- Altruisti si diventa (The Fundamentals of Caring), regia di Rob Burnett (2016)

## Premi e riconoscimenti
- Premio Alex: 2019 vincitore con Il giardiniere